# NGC 1831
NGC 1831 ist ein Kugelsternhaufen der Großen Magellanschen Wolke im Sternbild Dorado. Er wurde am 3. August 1826 von James Dunlop mit einem 9-Zoll-Reflektor entdeckt.